# Pelargonium hirtum
Pelargonium hirtum är en näveväxtart som först beskrevs av Nicolaas Laurens Nicolaus Laurent Burman, och fick sitt nu gällande namn av Nikolaus Joseph von Jacquin. Pelargonium hirtum ingår i släktet pelargoner, och familjen näveväxter. Inga underarter finns listade i Catalogue of Life.